# Union (Caroline du Sud)

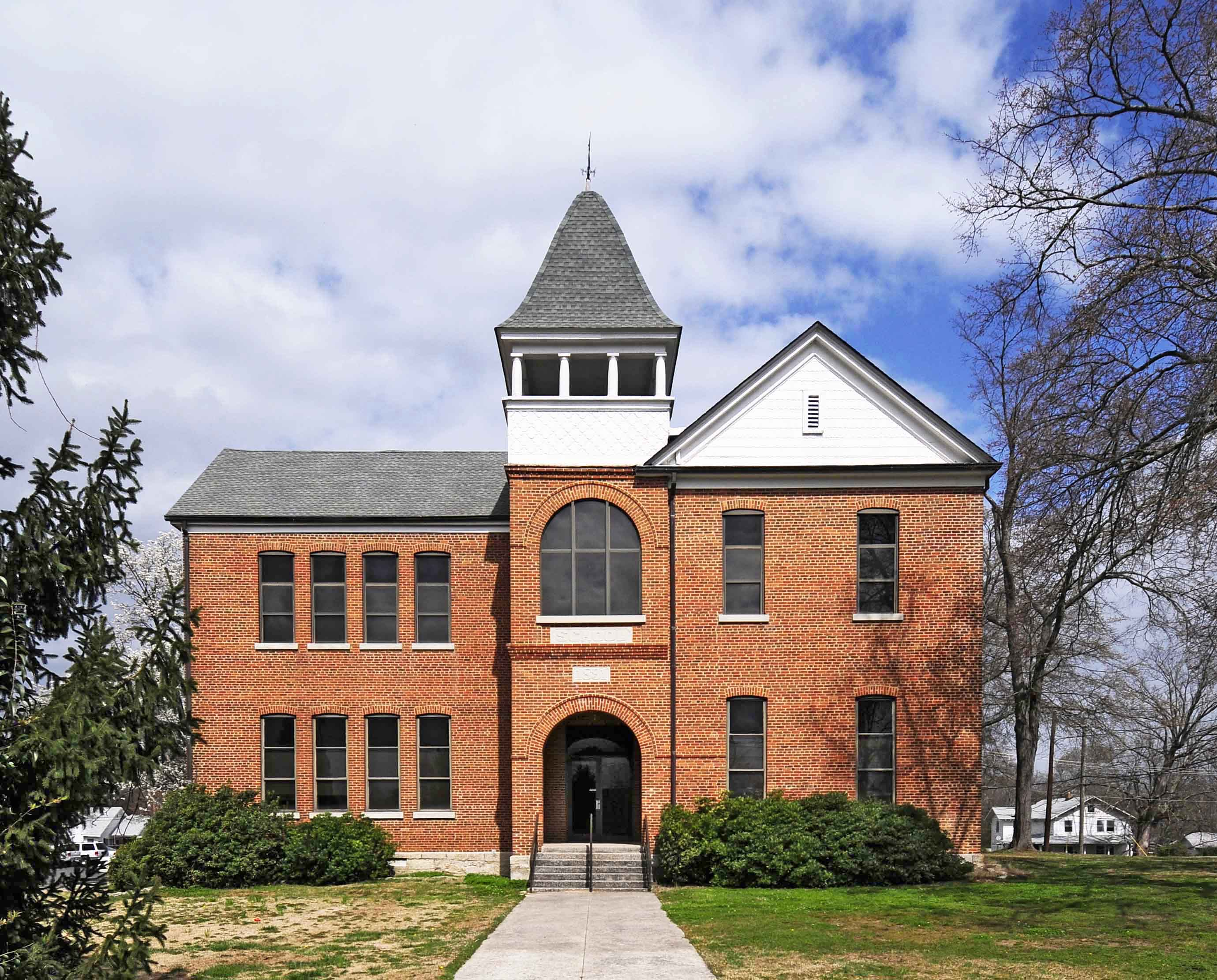
École primaire Central

Pour les articles homonymes, voir Union.
La ville d'Union est le siège du comté d’Union, situé en Caroline du Sud, aux États-Unis.

## Démographie
| 1850 | 1880  | 1890  | 1900  | 1910  | 1920  |
| ---- | ----- | ----- | ----- | ----- | ----- |
| 554  | 1 267 | 1 609 | 5 400 | 5 623 | 6 141 |

| 1930  | 1940  | 1950  | 1960   | 1970   | 1980   |
| ----- | ----- | ----- | ------ | ------ | ------ |
| 7 419 | 8 478 | 9 730 | 10 191 | 10 775 | 10 523 |

| 1990  | 2000  | 2010  | - | - | - |
| ----- | ----- | ----- | - | - | - |
| 9 836 | 8 793 | 8 393 | - | - | - |

## Source
- (en) Cet article est partiellement ou en totalité issu de l’article de Wikipédia en anglais intitulé « Union, South Carolina » (voir la liste des auteurs).